# 鹿邑戰鬥
鹿邑戰鬥發生於1923年10月19－23日，地點則是在中國河南。是北洋政府時期內戰之一，交戰兩方為北洋軍3師吳佩孚部隊及豫匪。